# NGC 7783B
NGC 7783B is een elliptisch sterrenstelsel in het sterrenbeeld Vissen. Het hemelobject werd op 9 september 1864 ontdekt door de Duitse astronoom Albert Marth.

## Synoniemen
- KCPG 595B
- UGC 12837
- ZWG 381.60
- MCG 0-60-59
- VV 208
- NPM1G +00.0650
- Arp 323
- PGC 72808